# Demstrup (Råby Sogn)
 For alternative betydninger, se Demstrup. (Se også artikler, som begynder med Demstrup)
Demstrup (Demstorp 1416) er en hovedgård der ligger i Råby Sogn, Gjerlev Herred, nu Randers Kommune. Den i 1416 ejedes af Erik Nielsen Gyldenstierne (1382-1455), hvis søn solgte den til Peder Lykke (død 1535) til Hverringe; senere ejedes den af Anders Bille (død 1555) til Søholm og Otte Krumpen (død 1569). I 1625 indlemmede Gert Rantzau den under Grevskabet Løvenholm. Da grevskabet blev nedlagt i 1742 kom den under Sødringholm.
Hovedbygningen der består af en hovedfløj med 2 sidefløje blev opført i bindingsværk i midten af 1700-tallet, men totalt ombygget i 1865 af godsejer og folketingsmedlem Alfred Hage; det blev grundmuret i rødt tegl, og i 1902 blev der tilføjet et ottekantet trappetårn, ligesom der byggedes kamtakker på alle gavle.
Demstrup Gods er på 499 hektar med Hulemure og Kalvevasen